# Eric Ericson Kammerchor
Der Eric Ericson Kammerchor (schwedischer Name: Eric Ericson Kammerkör) ist ein   schwedischer Kammerchor.

## Geschichte
Der Eric Ericson Kammerchor wurde 1945 von dem schwedischen Chorleiter Eric Ericson als Stockholmer Kammerchor (schw. Stockholm Kammerkören) gegründet. Zu seinem Repertoire gehören seitdem in gleichem Maße historische Musik aller Epochen von der Renaissance in die Gegenwart. Der Eric Ericson Kammerchor konzertierte mit Ensembles wie den Berliner Philharmonikern, dem Royal Philharmonic Orchestra oder dem ebenfalls über viele Jahre von Ericson geleiteten Rundfunkchor Stockholm. Eine enge Kollaboration unterhielt das Ensemble darüber hinaus mit dem Concentus Musicus Wien unter der Leitung von Nikolaus Harnoncourt. Im Jahr 2007 wurde der Chor mit dem Musikpreis des Nordischen Rates ausgezeichnet.

## Chefdirigenten
- Eric Ericson (1945–2012)
- Frederik Malmberg (2012–2024, seitdem Ehrendirigent)[3]